# رانية القابسي
رانية القابسي ( بالفرنسية: Rania Gabsi) هي ممثلة ومذيعة ومنتجة تونسية اشتهرت بدور يسر في مسلسل مكتوب .

## أعمالها

### مسلسلات
- مكتوب لسامي الفهري، تونس 7 ثم الحوار التونسي، 2008 - 2014، بدور يسر بن صالح.
- سكول لزياد اليتيم بدور ميساء،  2014 - 2015.
- وردة و كتاب لأحمد رجب بدور كريمة، 2016.
- أولاد مفيدة (الجزء 5) لسامي الفهري، 2020.
- براءة لمراد بالشيخ وسامي الفهري، 2022.

### الأفلام
- الذهب الأسود لجون جاك آنو، 2011.
- ما نموتش لنوري بوزيد بدور فاطمة، 2012.
- الزيارة لنوفل صاحب الطابع، 2014.

### البرامج التلفزيونية
- التمساح (التونسية) (ضيفة الحلقة22) على قناة التونسية، 2012.
- كافيين على قناة تونسنا (مقدمة البرنامج)، 2012.
- ماعندك وين تهرب (ضيفة الحلقة 11) على قناة تونسنا، 2014.
- دبارة تونسية (ضيفة الحلقة 27) على قناة التونسية، 2015.
- 360 درجة مع الهادي زعيم على قناة الحوار التونسي، 2017
- ميديا بوليس على قناة تونسنا، 2018.
- فكرة سامي الفهري مع الهادي زعيم على قناة الحوار التونسي، 2018

### فيديوهات
- بيكش (كليب) لوليد النهدي، قام بإخراجه محمد علي النهدي، 2017.
- ميما : فيديو كليب ديوتو مع مومو سكاي

## وصلات خارجية
- رانية القابسي على موقع IMDb (الإنجليزية)
- رانية القابسي على موقع قاعدة بيانات الأفلام العربية
- رانية القابسي على موقع كينوبويسك (الروسية)